# Bañado La Estrella

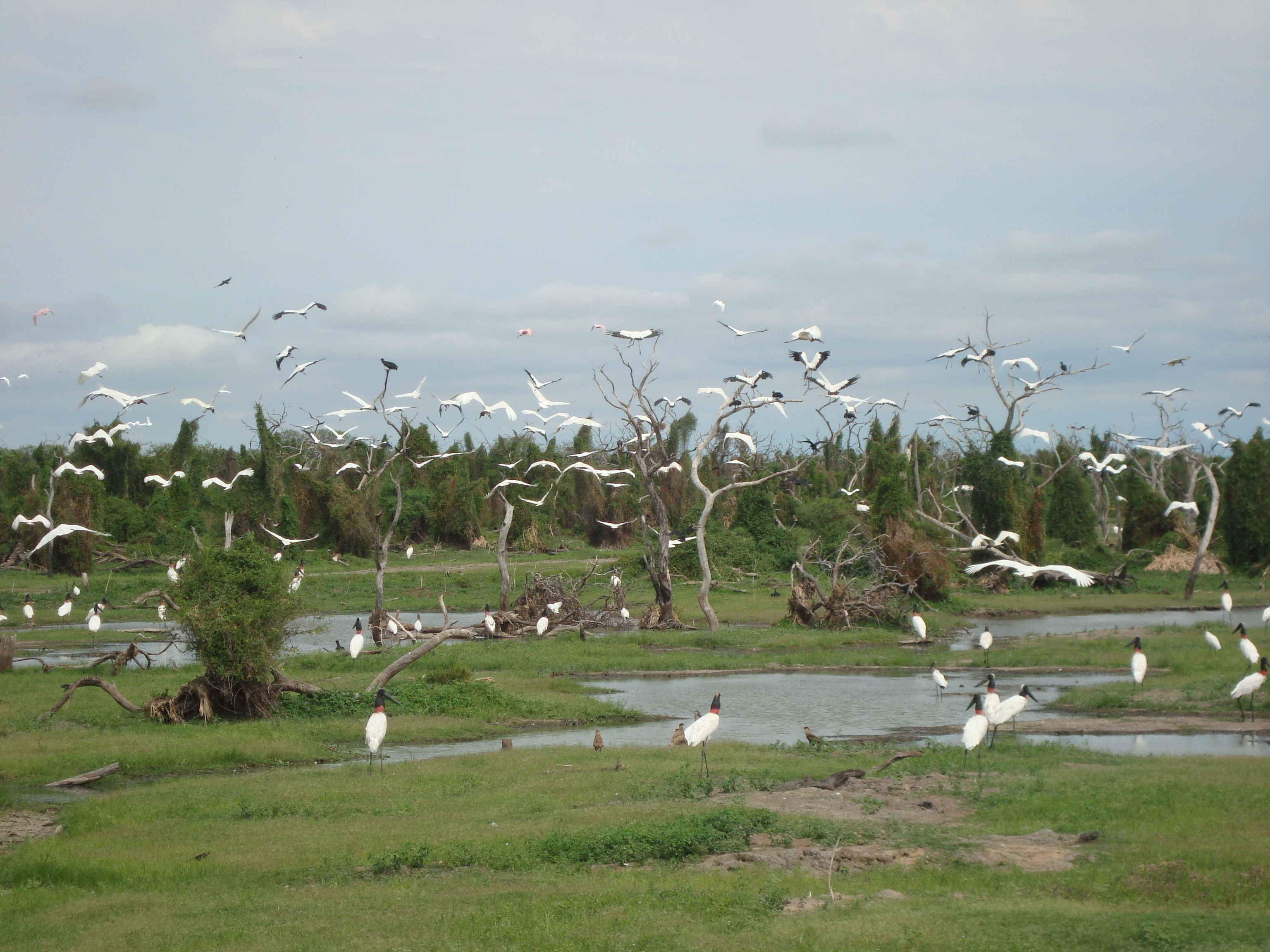
Tuyuyús o jabirús en el Bañado La Estrella, cerca de Las Lomitas.

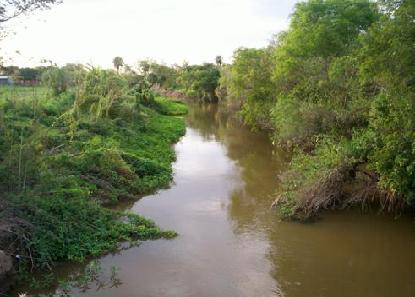
Riacho El Porteño

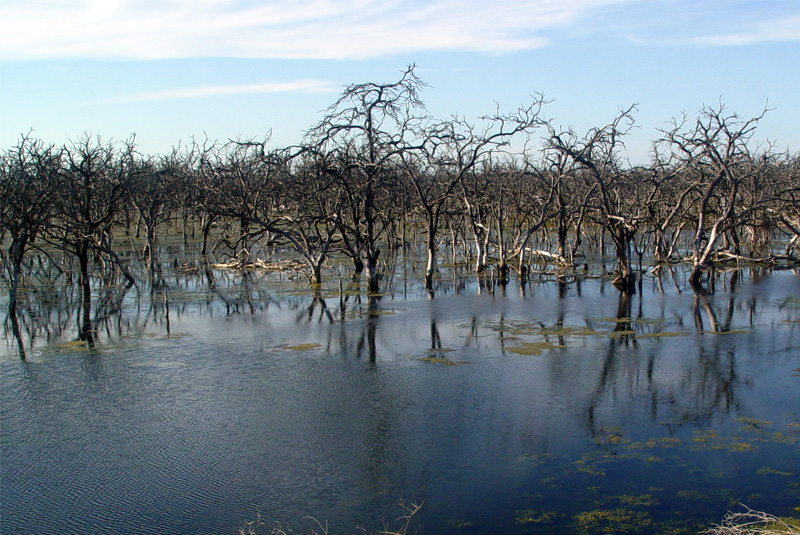
Bañado la Estrella en invierno

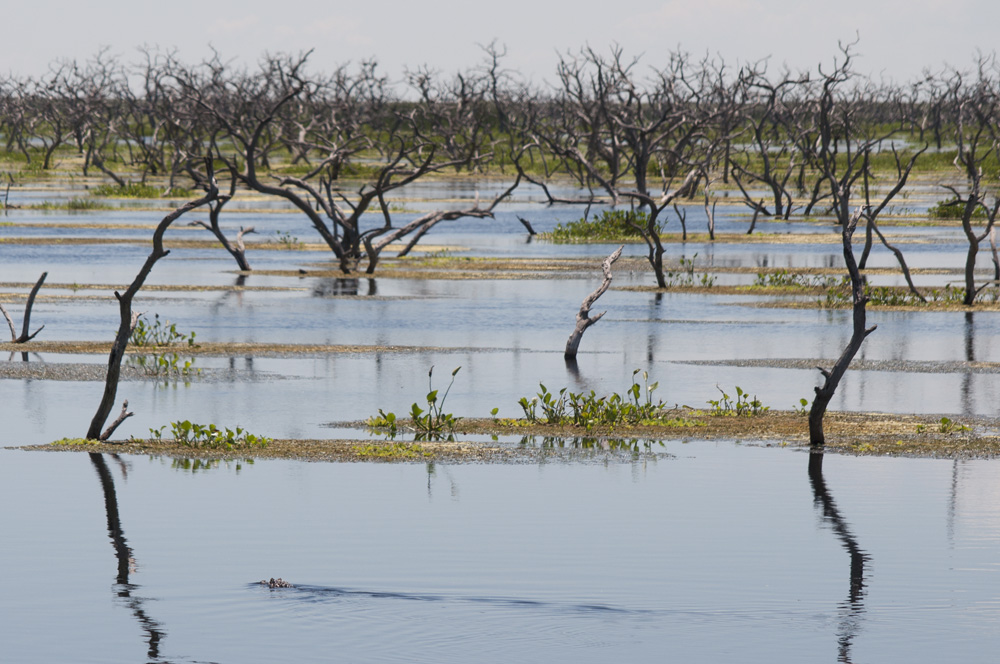
Yacaré en el Bañado

El Bañado La Estrella es el segundo humedal más grande de Argentina, localizado en la provincia argentina de Formosa, al norte de la localidad de Las Lomitas,es atravesado por el trópico de capricornio. Se encuentran inundados la mayor parte del año por las lluvias y los desbordes del río Pilcomayo.

## Historia
Pertenece a la subregión del Chaco semiárido. Posee un largo que oscila entre los 200 y 300 km y un ancho entre los 10 y 20 km.  La reserva comprende 220 km de largo y 20 km de ancho, una extensión de 400.000 ha o 4.000 km². En parte es atravesado por el Trópico de Capricornio- la temperatura media anual es de alrededor de 23°C y las lluvias llegan a 600 mm entre el período de octubre a abril.
En la región se encuentra el asentamiento Bartolomé de las Casas, de la comunidad indígena de los pilagás. El bañado es poco profundo, con vegetación abundante y animales como el carpincho, el yacaré y numerosas especies de serpientes acuáticas, así como ejemplares de aguará guazú.
En mayo de 2005, El Bañado fue declarado reserva natural provincial mediante la ley 1471. El 7 de mayo de 2019, el bañado fue elegido como una de las 7 maravillas naturales de Argentina.

## Flora
Su flora está compuesta por alisos, palmas caranday, totora, juncos de las  especies pirís, y repollitos de agua. Los bosques están clasificados en bajo y alto, el primero posee algarrobos, quebrachos colorados y blancos, mistoles, guayacán y palo santo, y los segundos por sacha sandía, chañar, vinal y palo mataco. Muchos de estos árboles cuando están muertos y semisumergidos casi siempre cubiertos de musgos y algas y de epífitas son llamados champales.

## Fauna
En cuanto a su fauna podemos encontrar las siguientes especies: lobito de río, quiyá, ñacaniná, curiyú, yarará, víbora de coral, cascabel, pecarí de collar, oso hormiguero, varias especies de mamíferos, tapir-mboreví, yaguareté, ocelote, aguará guazú, ciervo de los pantanos, tuyuyú cuartelero, carancho, chajá, garza blanca, diversas especies de patos, yacaré, carpincho, oso melero, garza mora y espátula rosada, jabirú.
El bañado es de gran importancia desde el punto de vista ornitológico y desde el año 2008 forma parte de las áreas importantes para la conservación de las aves de la Argentina. Para su estudio ha sido subdividido en dos grandes áreas: el sector noroeste y el sector sureste.